# Gerhard Päselt
Gerhard Päselt (* 16. Februar 1937 in Urbanstreben, Niederschlesien) ist ein deutscher Politiker (CDU) und ehemaliger Ortsteil-Bürgermeister von Wandersleben.
Nach dem Abitur studierte Päselt bis 1962 Physik an der Friedrich-Schiller-Universität Jena. Anschließend arbeitete er als wissenschaftlicher Assistent an der Hochschule für Architektur und Bauwesen Weimar. 1967 promovierte er als Dr. rer. nat. Ab 1967 arbeitete er als Fachlehrer für Physik, Baustoffkunde und Bauchemie an der Ingenieurschule für Bauwesen Gotha.
1984 trat er in die CDU der DDR ein. 1990 war er der erste Vorsitzende des frei gewählten Kreistags Gotha. Von 1990 bis 1998 war er Mitglied des Bundestages. 
Seit 1998 war er Bürgermeister von Wandersleben und von 2009 bis 2014 Ortsteilbürgermeister des Ortes im Zuge der Bildung der Gemeinde Drei Gleichen.
Er engagiert sich als Vorsitzender des Landesverbandes Thüringen im Verein für Deutsche Kulturbeziehungen im Ausland e.V.

## Ehrungen
- 2013: Verdienstkreuz am Bande der Bundesrepublik Deutschland